# 클리핑 (신호 처리)

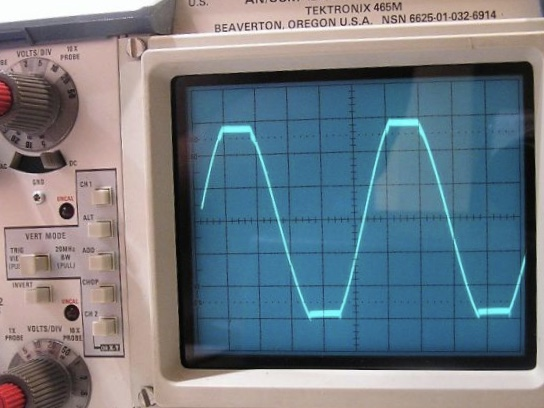
증폭기 클리핑의 오실로스코프 화면. 증폭기는 상단과 하단이 둥근 깨끗한 사인파를 출력해야 하지만 대신 평평하게 잘린다.

클리핑(clipping)은 신호가 임계값을 초과하면 신호를 제한하는 왜곡의 한 형태이다. 클리핑은 측정할 수 있는 데이터 범위에 제약이 있는 센서에 의해 신호가 기록될 때 발생할 수 있고, 신호가 디지털화될 때 발생할 수 있으며, 특히 아날로그 또는 디지털 신호가 변환될 때 발생할 수 있다. 게인 또는 오버슈트 및 언더슈트가 존재한다.
클리핑은 신호가 임계값에서 엄격하게 제한되어 플랫 컷오프를 생성하는 경우 어려운 것으로 설명될 수 있다. 또는 클리핑된 신호가 감소된 이득에서 원본을 계속 따르는 경우 소프트라고 설명될 수 있다. 하드 클리핑으로 인해 고주파수 고조파가 많이 발생한다. 소프트 클리핑을 사용하면 고차 고조파 및 상호 변조 왜곡 구성 요소가 줄어든다.

## 오디오
주파수 영역에서 클리핑은 고주파수 범위에서 강한 고조파를 생성한다(클리핑된 파형이 구형파에 가까워짐). 신호의 추가 고주파 가중치는 신호가 클리핑되지 않은 경우보다 트위터를 손상시킬 가능성이 더 높다.
많은 일렉트릭 기타 연주자들은 원하는 사운드를 얻기 위해 의도적으로 앰프를 오버드라이브(또는 "퍼즈 박스" 삽입)하여 클리핑을 발생시킨다.
일반적으로 클리핑과 관련된 왜곡은 바람직하지 않으며, 들리지 않더라도 오실로스코프에서는 시각화하여 볼 수 있다.

## 같이 보기
- 다이내믹 레인지
- 컴프레서 (오디오)